# Gaqo Çako
Gaqo Çako (ur. 24 stycznia 1935 w Korczy, zm. 1 sierpnia 2018 w Tiranie) – albański śpiewak operowy, tenor, ojciec Pirro Çako.

## Życiorys
Występował na scenie od 14 roku życia. W czasie służby wojskowej śpiewał w wojskowym zespole estradowym. Ukończył szkołę artystyczną Jordan Misja w Tiranie, w klasie śpiewu, kierowanej przez Jorgiję Truja. W 1957 wyjechał do Moskwy, gdzie studiował w Konserwatorium im. Piotra Czajkowskiego, w klasie Anny Sołowjowej. W 1961, z uwagi na pogorszenie relacji albańsko-radzieckich powrócił do Albanii i w 1963 dokończył studia w Konserwatorium Państwowym. Rozpoczął pracę jako solista w zespole Teatru Opery i Baletu, z którym był związany do końca swojej kariery zawodowej. W 1971 ukończył studia podyplomowe w Akademii Muzycznej w Rzymie, pod kierunkiem Cesare Angelottiego. W 1978 zdobył główną nagrodę na siedemnastej edycji festiwalu Festivali i Këngës w Tiranie. Zwycięstwo przyniosła mu piosenka Këputa një gjethe dafine.
Wraz z zespołem Teatru Opery i Baletu Çako występował we Włoszech, Grecji, USA i w Jugosławii. Zajmował się także pracą dydaktyczną, w Instytucie Sztuk w Tiranie.
W 1999 nagrał we Francji trzy płyty CD z najsłynniejszymi ariami operowymi i jeden CD z albańskimi pieśniami ludowymi (we współpracy z Çeskiem Zadeją). W tym samym roku na festiwalu Kënga Magjike wystąpił po raz pierwszy publicznie w duecie z synem Pirro Cako.
Za swoją działalność otrzymał tytuł Artysty Ludu (alb. Artist i Popullit).
Był żonaty (żonę Luizę Papa Çako poślubił w 1963).